# VV Elinkwijk in het seizoen 1968/69
Het seizoen 1968/1969 was het 15e jaar in het bestaan van de Utrechtse betaaldvoetbalclub Elinkwijk. De club kwam uit in de Eerste divisie en eindigde daarin op de 12e plaats. Tevens deed de club mee aan het toernooi om de KNVB beker, hierin werd in de tweede ronde verloren van Vitesse (1–2).

## Wedstrijdstatistieken

### Eerste divisie
|       | Blauw-Wit | FC Den Bosch '67 | SC Cambuur | D.F.C. | Eindhoven | Haarlem | Helmond Sport | Heracles | HVC   | RBC   | RCH   | SVV   | Veendam | Vitesse | De Volewijckers | Wageningen | Willem II |
| ----- | --------- | ---------------- | ---------- | ------ | --------- | ------- | ------------- | -------- | ----- | ----- | ----- | ----- | ------- | ------- | --------------- | ---------- | --------- |
| Thuis | 2 – 2     | 0 – 0            | 1 – 1      | 0 – 0  | 4 – 1     | 1 – 1   | 1 – 1         | 2 – 2    | 3 – 1 | 3 – 0 | 2 – 0 | 1 – 2 | 5 – 2   | 1 – 4   | 3 – 2           | 2 – 1      | 1 – 0     |
| Uit   | 4 – 0     | 1 – 0            | 1 – 0      | 1 – 1  | 4 – 0     | 1 – 0   | 2 – 0         | 0 – 0    | 1 – 0 | 1 – 1 | 3 – 0 | 4 – 2 | 2 – 1   | 2 – 1   | 1 – 5           | 1 – 4      | 0 – 0     |

### KNVB beker
| 1e ronde                                              | FC VVV                           | 2 – 3 (1 – 1, 2 – 2) Na verlenging | Elinkwijk                               |
| 15 september 1968 Plaats: Venlo De Kraal              | Wim Wijnands 18' Frans Derix 59' |                                    | 37', 92' Dick Teunissen 56' Bob Westra  |
| 2e ronde                                              | Elinkwijk                        | 1 – 2 (0 – 1)                      | Vitesse                                 |
| 10 november 1968 Plaats: Utrecht Amsterdamsestraatweg | Cees Loffeld 80'                 |                                    | 34' Bram van Kerkhof 73' Charly Bosveld |

## Statistieken Elinkwijk 1968/1969

### Eindstand Elinkwijk in de Nederlandse Eerste divisie 1968 / 1969
| Stand | Gespeeld | Gewonnen | Gelijk | Verloren | Punten | Doelpunten voor | Doelpunten tegen |
| ----- | -------- | -------- | ------ | -------- | ------ | --------------- | ---------------- |
| 12e   | 34       | 10       | 11     | 13       | 31     | 47              | 49               |

### Topscorers
| #      | Naam                 | Goal |
| ------ | -------------------- | ---- |
| 1.     | Tonny van der Linden | 11   |
| 2.     | Henny van Egdom      | 7    |
| 2.     | Leen van de Merkt    | 7    |
| 4.     | Dick Teunissen       | 6    |
| 5.     | Cees Loffeld         | 5    |
| 6.     | Bob Westra           | 3    |
| 7.     | Jan Blaauw           | 2    |
| 7.     | Ries Coté            | 2    |
| 7.     | Hans van Huissteden  | 2    |
| 10.    | Kees van Kooten      | 1    |
| 10.    | Reinier Rudge        | 1    |
| Totaal | Totaal               | 47   |

| #      | Naam           | Goal |
| ------ | -------------- | ---- |
| 1.     | Dick Teunissen | 2    |
| 2.     | Cees Loffeld   | 1    |
| 2.     | Bob Westra     | 1    |
| Totaal | Totaal         | 4    |

## Voetnoten
Blauw-Wit ·
FC Den Bosch '67 ·
Cambuur ·
D.F.C. ·
Eindhoven ·
Elinkwijk ·
Haarlem ·
Helmond Sport ·
Heracles ·
HVC ·
RBC ·
RCH ·
SVV ·
Veendam ·
Vitesse ·
De Volewijckers ·
Wageningen ·
Willem II